# Zminka
Zminka (někdy též Dvakačovický kanál) je umělý vodní kanál (náhon) v okresech Pardubice a Chrudim. Spojuje Novohradku a Loučnou.

## Popis
11,5 kilometrů dlouhý kanál vzniká ve Dvakačovicích, kde nad dvakačovickým jezem odebírá v nadmořské výšce 234 m n. m. vodu z Novohradky. Poté protéká Úhřetickou Lhotou a Hostovicemi. Za nimi překonává pomocí akvaduktu Ohrádeckou svodnici a podtéká železniční koridor. Dále protéká Zminným, které mu dalo jméno, a Veskou. Nedaleko před ústím do Loučné překonává akvaduktem Malokolodějský odpad. Do Loučné ústí v nadmořské výšce 222 m n. m. nedaleko Sezemic.
Plocha povodí je 18,4 km². Průměrný průtok činí 0,4 m³.

## Historie
Kanál byl zbudován roku 1567 v době rozkvětu rybnikářství na Pardubicku. Jeho původním účelem bylo napájet vodou rybník Staročernský, Spojil a Strýček (na jejich místě se dnes rozprostírají Staročernsko a Spojil). Zároveň poháněl mlýny.